# Lurleen Wallace
Lurleen Burns Wallace (ur. 19 września 1926, zm. 7 maja 1968) – amerykańska polityk, pierwsza żona polityka amerykańskiego George’a Wallace.
Zgodnie z przepisami z lat 60., popularny gubernator Alabamy George Wallace nie mógł w 1966 kandydować na kolejną kadencję gubernatorską. Znalazł jednak sposób na obejście przepisów - nakłonił do kandydowania żonę i zyskał poparcie Partii Demokratycznej dla takiego rozwiązania. Lurleen Wallace została wybrana na gubernatora i 16 stycznia 1967 objęła formalnie urząd.
W ciągu krótkiej kadencji lojalnie realizowała politykę męża, ale zgłaszała także własne inicjatywy, m.in. zwiększenie funduszy stanowych na lecznictwo psychiatryczne. Krótko po objęciu urzędu wykryto u niej chorobę nowotworową. Zmarła w maju 1968, a jej mąż utracił wkrótce wpływy w stanie - Lurleen Wallace zastąpił Albert Brewer (dotychczasowy zastępca gubernatora), który prowadził niezależną politykę.
Na jej cześć nazwę Lurleen nadano jednemu z jezior w środkowej Alabamie.